# 関根要八
関根 要八（せきね ようはち、1873年〈明治6年〉5月30日 - 1956年〈昭和31年〉12月9日）は、東洋汽船専務取締役、帝国ホテル常任監査役、青山学院理事長、日本鋳造代表取締役社長、日本キリスト教団矢吹教会創立者。

## 来歴
1873年5月30日、福島県白河郡三城目村（現・西白河郡矢吹町三城目）に、父・直蔵と母・ゑひの5男として生まれる。
三城目小学校を卒業後、白河町の金子書店に勤めながら白河美以教会に通い、古坂啓之助牧師の教えを受ける。ジュリアス・ソーパーと出会い、その紹介で上京し、ソーパーの世話で東京英和学校予備学部に入学する。1890年に予備学部を卒業し、1893年に同校高等普通学部3年科を卒業する。
1895年、浅野回漕部に勤め、ロシアへの売り込みを命じられ、イワノフ陸軍大佐と荘司鐘五郎からロシア語を学ぶ。1896年7月8日、浅野回漕部が解散され、東洋汽船が設立されたことに伴い、東洋汽船に転じる。1920年、東洋汽船の専務取締役に就任する。1922年、専務取締役を辞任する。
1918年から青山評議員となり、1919年から1950年まで青山学院理事に就任する。1929年には間島記念図書館の内容充実のために開かれた実行委員会の実行委員長になる。1935年から1937年まで青山学院理事長に就任する。
1923年1月30日の株主総会において、帝国ホテルの常任監査役になる。1930年11月19日、帝国ホテルの常任監査役を辞任する。
1933年2月28日の株主総会において、日本鋳造の常務取締役となる。1939年2月14日の株主総会により、常務取締役に再任される。1940年5月31日の株主総会で、代表取締役社長に就任する。1941年10月29日、代表取締役社長に再任する。1944年2月16日、代表取締役会長になる。
1944年の春頃に矢吹町に疎開し、終戦後の1945年12月18日に矢吹伝道所を自宅に創立する。1946年には聖書研究会を、1947年からは英語教室を始める。1949年には宣教師アイリン・アンダーソンによるバイブルクラスが始まり、矢吹伝道所の勢力が増していく。1950年11月14日、教会を建設することを条件として土地を購入する。1951年3月31日、伝道所開設届を日本基督教団に提出し、初代牧師として本川直躬が就任する。同年7月22日、矢吹伝道所の献堂式が挙行される。1956年2月24日、日本基督教団から矢吹伝道所が第二種教会として認定され、同年6月24日に矢吹教会設立記念式が行われる。
1956年12月9日死去、享年85歳。同年12月11日に告別式が行われ、1957年3月10日に青山学院において追悼式が行われる。

## 著作
- 関根要八 編『恩師ソーパル博士』関根要八、1938年5月。 NCID BN05785245。全国書誌番号:46046545。